# My Fair Lady – Deutsche Originalaufnahme
My Fair Lady – Deutsche Originalaufnahme (auch bekannt als: My Fair Lady: Originalaufführung des „Theaters des Westens“) ist ein Musicalalbum zur deutschsprachigen Aufführung von My Fair Lady.

## Entstehung
Die Liedtexte des Musicals entstanden im Original in englischer Sprache vom US-amerikanischen Autor und Texter Alan Jay Lerner; für die deutschsprachige Übersetzung zeichnete der deutsch-amerikanische Lyriker und Textdichter Robert Gilbert verantwortlich. Komponiert wurden die Stücke allesamt vom US-amerikanischen Komponisten Frederick Loewe. Die Produktion stand unter der Leitung von Lars Schmidt, Gustav Wally und Hans Wölffer.
Die deutschsprachige Erstaufführung fand am 25. Oktober 1961 im Theater des Westens in Berlin statt. In der Inszenierung von Sven Aage Larsen spielten unter anderem Rex Gildo (Rolle: Freddy Eynsford-Hill), Karin Hübner (Eliza Doolittle), Paul Hubschmid (Professor Henry Higgins), Alfred Schieske (Alfred P. Doolittle) und Friedrich Schoenfelder (Oberst Pickering). Als Band- beziehungsweise Chorleiter fungierte der aus Böhmen stammende Franz Allers, aufgenommen wurde das Album von Theo Knobel.

## Veröffentlichung und Promotion
Die Erstveröffentlichung von My Fair Lady – Deutsche Originalaufnahme erfolgte als Langspielplatte im Mai 1962 durch Philips Records (Katalognummer: S 08 644 L) in Deutschland. Auf dem Frontcover der Schallplattenhülle ist ein Plakat zum Musical sowie Hübner – in ihrer Rolle als Eliza Doolittle – zu sehen. Ein alternatives Coverbild zur Monoversion der LP zeigt einen Ausschnitt aus der Aufführung. Den Vertrieb übernahm Chappell & Co. In der DDR erschien das Album erstmals im Jahr 1966 durch Amiga. My Fair Lady – Deutsche Originalaufnahme ist das Pendant zu My Fair Lady von Julie Andrews und Rex Harrison aus dem Jahr 1956.
Im Jahr 1962 erschien ebenfalls eine EP von Karin Hübner mit vier Solointerpretationen des Musicals (Katalognummer: 423 412 PE). Die EP enthält die Stücke Ich hätt’ getanzt heut’ Nacht, Ohne Dich!, Wäre det nich wundascheen? und Wart’s nur ab! Wie das Album erschien die EP auch bei Philips Records.

## Titelliste
| #   | Titel                                   | Interpretation                                          | Autor(en)                          | Produzent(en)                               | Länge |
| --- | --------------------------------------- | ------------------------------------------------------- | ---------------------------------- | ------------------------------------------- | ----- |
| 1.1 | Ouvertüre                               | — 1                                                     | Robert Gilbert und Alan Jay Lerner | Lars Schmidt, Gustav Wally und Hans Wölffer | 2:41  |
| 1.2 | Kann denn die Kinder keiner lehren … ?  | Karin Hübner, Paul Hubschmid und Friedrich Schoenfelder | Robert Gilbert und Alan Jay Lerner | Lars Schmidt, Gustav Wally und Hans Wölffer | 2:50  |
| 1.3 | Wäre det nich wundascheen?              | Karin Hübner                                            | Robert Gilbert und Alan Jay Lerner | Lars Schmidt, Gustav Wally und Hans Wölffer | 3:26  |
| 1.4 | Mit ’nem kleenen Stückchen Glück        | Boris Greverus, Hans Hardt und Alfred Schieske          | Robert Gilbert und Alan Jay Lerner | Lars Schmidt, Gustav Wally und Hans Wölffer | 2:07  |
| 1.5 | Bin ein Mann wie jeder Mann             | Paul Hubschmid und Friedrich Schoenfelder               | Robert Gilbert und Alan Jay Lerner | Lars Schmidt, Gustav Wally und Hans Wölffer | 3:39  |
| 1.6 | Wart’s nur ab!                          | Karin Hübner                                            | Robert Gilbert und Alan Jay Lerner | Lars Schmidt, Gustav Wally und Hans Wölffer | 2:50  |
| 1.7 | Es grünt so grün!                       | Karin Hübner, Paul Hubschmid und Friedrich Schoenfelder | Robert Gilbert und Alan Jay Lerner | Lars Schmidt, Gustav Wally und Hans Wölffer | 2:32  |
| 1.8 | Ich hätt’ getanzt heut’ Nacht           | Karin Hübner                                            | Robert Gilbert und Alan Jay Lerner | Lars Schmidt, Gustav Wally und Hans Wölffer | 3:28  |
| 2.1 | Ascot-Gavotte                           | — 1                                                     | Robert Gilbert und Alan Jay Lerner | Lars Schmidt, Gustav Wally und Hans Wölffer | 3:14  |
| 2.2 | In der Straße, mein Schatz, wo du lebst | Rex Gildo                                               | Robert Gilbert und Alan Jay Lerner | Lars Schmidt, Gustav Wally und Hans Wölffer | 2:18  |
| 2.3 | Embassy-Waltz                           | — 1                                                     | Robert Gilbert und Alan Jay Lerner | Lars Schmidt, Gustav Wally und Hans Wölffer | 2:38  |
| 2.4 | Sie sind’s, der es geschafft hat        | Paul Hubschmid und Friedrich Schoenfelder               | Robert Gilbert und Alan Jay Lerner | Lars Schmidt, Gustav Wally und Hans Wölffer | 3:16  |
| 2.5 | Tu’s doch!                              | Karin Hübner und Rex Gildo                              | Robert Gilbert und Alan Jay Lerner | Lars Schmidt, Gustav Wally und Hans Wölffer | 2:14  |
| 2.6 | Bringt mich pünktlich zum Altar         | Boris Greverus, Hans Hardt und Alfred Schieske          | Robert Gilbert und Alan Jay Lerner | Lars Schmidt, Gustav Wally und Hans Wölffer | 2:26  |
| 2.7 | Kann eine Frau nicht sein wie ein Mann? | Paul Hubschmid und Friedrich Schoenfelder               | Robert Gilbert und Alan Jay Lerner | Lars Schmidt, Gustav Wally und Hans Wölffer | 2:10  |
| 2.8 | Ohne Dich!                              | Karin Hübner und Paul Hubschmid                         | Robert Gilbert und Alan Jay Lerner | Lars Schmidt, Gustav Wally und Hans Wölffer | 2:23  |
| 2.9 | Ich bin gewöhnt an ihr Gesicht          | Paul Hubschmid                                          | Robert Gilbert und Alan Jay Lerner | Lars Schmidt, Gustav Wally und Hans Wölffer | 4:54  |

## Mitwirkende
Aufführung
- Franz Allers: Bandleader, Chorleiter
- Rex Gildo: Gesang
- Boris Greverus: Gesang
- Hans Hardt: Gesang
- Karin Hübner: Gesang
- Paul Hubschmid: Gesang
- Sven Aage Larsen: Dirigent
- Alfred Schieske: Gesang
- Friedrich Schoenfelder: Gesang
- Theater des Westens: Chor, Orchester

Produktion
- Robert Gilbert: Liedtexter
- Theo Knobel: Tonmeister
- Alan Jay Lerner: Liedtexter
- Frederick Loewe: Komponist
- Lars Schmidt: Musikproduzent
- Gustav Wally: Musikproduzent
- Hans Wölffer: Musikproduzent

Unternehmen
- Chappell & Co: Vertrieb
- Philips Records: Musiklabel

## Rezeption

### Charts und Chartplatzierungen
My Fair Lady – Deutsche Originalaufnahme erreichte in Deutschland die Chartspitze der Albumcharts. Das Album platzierte sich erstmals in der Monatsausgabe vom 15. Juli 1962 in den Charts und belegte auf Anhieb den ersten Rang. Das Musicalalbum platzierte sich nicht nur in der ersten offiziellen Chartausgabe für Musikalben, sondern war zugleich das erste Nummer-eins-Album der deutschen Chartgeschichte. Das Album platzierte sich 22 Monate (≈ 96 Wochen) an der Chartspitze, davon 17 Monate am Stück, was in beiderlei Hinsicht bis heute (Stand 2022) mit großem Vorsprung Rekord ist. Auf Rang zwei rangiert Heintje, mit dem nach sich selbst benannten Album und einer Gesamtverweildauer von neun Monaten (≈ 39 Wochen). My Fair Lady – Deutsche Originalaufnahme ist mit 52 Monaten (≈ 229 Wochen) in den Top 10 ebenfalls Rekordhalter, auf dem zweiten Rang folgt mit lediglich 36 Monaten (≈ 159 Wochen) der Soundtrack zu West Side Story. Darüber hinaus war das Album für 36 Monate (≈ 156 Wochen) das erfolgreichste deutschsprachige Album in den Charts, auch hier rangiert Heintje mit seinem selbstbetitelten Album an zweiter Stelle mit elf Monaten (≈ 47 Wochen). Zwischen dem 15. Juli 1962 und 28. Januar 1979 war das Album mit 68 Chartmonaten (≈ 296 Wochen) auch der erfolgreichste Dauerbrenner in den deutschen Albumcharts. Mit der Chartausgabe vom 29. Januar 1979 wurde es von 1962–1966 (The Beatles) abgelöst.
Einen weiteren Rekord stellte das Album in den deutschen Jahres-Albumcharts auf. Es konnte sich zwischen den Jahren 1963 und 1965 jeweils an der Chartspitze platzieren sowie nochmals auf dem zweiten Rang im Jahr 1966. Es ist das einzige Album in der Chartgeschichte, das sich dreimal auf Rang eins der Jahrescharts platzieren konnte sowie das einzige Album, das sich viermal in den Top 3 der Jahrescharts platzieren konnte.
| ChartsChartplatzierungen | Höchstplatzierung | Wochen |
| ------------------------ | ----------------- | ------ |
| Deutschland (GfK)        | 1 (296 Wo.)       | 296    |

| ChartsJahrescharts (1963) | Platzierung |
| ------------------------- | ----------- |
| Deutschland (GfK)         | 1           |

| ChartsJahrescharts (1964) | Platzierung |
| ------------------------- | ----------- |
| Deutschland (GfK)         | 1           |

| ChartsJahrescharts (1965) | Platzierung |
| ------------------------- | ----------- |
| Deutschland (GfK)         | 1           |

| ChartsJahrescharts (1966) | Platzierung |
| ------------------------- | ----------- |
| Deutschland (GfK)         | 2           |

### Auszeichnungen für Musikverkäufe
Laut einem Bericht des Spiegel, der in der Ausgabe 51/1964 publiziert wurde, verkaufte sich das Album bis dahin über 500.000 Mal in Deutschland und wurde am 17. Dezember 1964 von der Phillips Ton Gesellschaft im Berliner Kempinski mit der „ersten“ Diamantenen Schallplatte des Landes ausgezeichnet. Hierbei handelt es sich um eine Plattenauszeichnungen durch das Musiklabel, die Einführung der einheitlichen Vergaberegeln erfolgte durch den Bundesverband Musikindustrie im Jahr 1975.
| Land/Region        | Auszeichnungen für Musikverkäufe (Land/Region, Auszeichnung, Verkäufe) | Verkäufe |
| ------------------ | ---------------------------------------------------------------------- | -------- |
| Deutschland (BVMI) | Diamant                                                                | 500.000  |
| Insgesamt          | 1× Diamant ·                                                           | 500.000  |

## Trivia
Neben My Fair Lady – Deutsche Originalaufnahme konkurrierten alleine in Deutschland bis Ende 1964 mehr als 237 verschiedene Aufnahmen, darunter Aufnahmen von Kurt Edelhagen, Bruce Low, Willy Millowitsch, Werner Müller, Hazy Osterwald, Caterina Valente, Klaus Wunderlich oder auch Helmut Zacharias. Weltweit beliefen sich die kumulierten Verkäufe aller My-Fair-Lady-Produktionen auf über 20 Millionen bis Ende 1964.